# Шърнак (вилает)
Шърнак (на турски: Şırnak) е вилает в Югоизточна Турция. Административен център на вилаета е едноименния град Шърнак.
Вилает Шърнак е с население от 403 607 жители (оценка от 2006 г.) и обща площ от 7172 кв. км. Разделен е на 7 общини.

## Население
Численост на населението според преброяванията през годините:
| Година | Численост |
| 1990   | 262 006   |
| 2000   | 353 197   |
| 2011   | 453 828   |